# Forkøbsret
En forkøbsret er en kontraktuel rettighed i form af et løfte, der giver en fysisk eller juridisk person ret til at indgå en aftale om et køb på de samme vilkår, som en tredjepart normalt ville købe på, men på et tidligere tidspunkt.
I lighed med køberet følger der en kontraheringspligt; sælgeren er forpligtet til at tilbyde personen, der har fået forkøbsretten, varen eller ydelsen, hvis denne kommer til salg. Til gengæld er den, der har forkøbsretten i udgangspunktet ikke forpligtet til at udnytte den og købe varen eller ydelsen, men vedkommende har ret til det.

## Eksempler
Aftaler om forkøbsret findes blandt andet i lejekontrakter, hvor lejeren får forkøbsret til ejendommen, der lejes. Det ses også i købsaftaler, hvor handlen er betinget af købers salg af vedkommendes nuværende ejendom.
I en række tilfælde har staten forkøbsret på landbrugsejendomme, landbrugsarealer og udyrkede arealer.